# 1996-os Fiatal Zenészek Eurovíziója
Az 1996-os Fiatal Zenészek Eurovíziója volt a nyolcadik Fiatal Zenészek Eurovíziója, melyet Portugália fővárosában, Lisszabonban rendeztek meg. A helyszín a Centro Cultural de Belém volt. Az elődöntő időpontja nem ismert, a döntőre 1996. június 12-én került sor. Az Eurovíziós Dalfesztivállal ellenben itt nem az előző évi győztes rendez, hanem pályázni kell a rendezés jogára. Az 1994-es verseny az angol Natalie Clein győzelmével zárult, aki cselló-versenyművét adta elő Varsóban.

## A helyszín és a verseny
A verseny pontos helyszíne Portugália fővárosában, Lisszabonban található Centro Cultural de Belém volt, melynek legnagyobb előadóterme 1429 fő befogadására alkalmas.
| Portugália Lisszabon |

## A résztvevők
Huszonkét ország vett részt a versenyen, melyek közül nyolcan jutottak a döntőbe, így tizennégy ország esett ki az elődöntőben, köztük a házigazda Portugália is.
A huszonkét országból tizennyolc ismert, Dánia, Horvátország, Litvánia, Macedónia, Magyarország és Svédország részvétele azonban kérdéses.
Sorozatban másodjára szerepelt a belga David Cohen, a ciprusi Manólisz Neofítu pedig már sorozatban harmadszor. Akárcsak előző részvételeiken, ezúttal is kiestek az elődöntőben.

## Elődöntő
Az elődöntőt ismeretlen napon rendezték összesen huszonkét ország részvételével. A továbbjutókról a szakmai zsűri döntött. Nyolc ország jutott tovább a döntőbe.
| # | Ország             | Zenész                 | Hangszer | Darab (Szerző) | Eredmény     |
| - | ------------------ | ---------------------- | -------- | -------------- | ------------ |
|   | Ausztria           | Lidia Baich            | hegedű   |                | Továbbjutott |
|   | Belgium            | David Cohen            | cselló   |                | Kiesett      |
|   | Ciprus             | Manólisz Neofítu       | zongora  |                | Kiesett      |
|   | Egyesült Királyság | Rafał Zambrzycki-Payne | hegedű   |                | Kiesett      |
|   | Észtország         | Hanna Heinmaa          | zongora  |                | Továbbjutott |
|   | Finnország         | Jussi Makkonen         | cselló   |                | Kiesett      |
|   | Franciaország      | Fanny Clamagirand      | hegedű   |                | Továbbjutott |
|   | Görögország        | Ángelosz Liakákisz     | cselló   |                | Kiesett      |
|   | Írország           | Gerald Peregrine       | cselló   |                | Kiesett      |
|   | Lengyelország      | Maria Nowak            | hegedű   |                | Továbbjutott |
|   | Lettország         | Baiba Skride           | hegedű   |                | Továbbjutott |
|   | Németország        | Julia Fischer          | hegedű   |                | Továbbjutott |
|   | Norvégia           | Gunilla Süssmann       | zongora  |                | Továbbjutott |
|   | Oroszország        |                        | hegedű   |                | Kiesett      |
|   | Portugália         | Raquel Queirós         | hegedű   |                | Kiesett      |
|   | Spanyolország      | Maia Turullols         | zongora  |                | Kiesett      |
|   | Svájc              | Antoine Rebstein       | zongora  |                | Továbbjutott |
|   | Szlovénia          | Gal Faganel            | cselló   |                | Kiesett      |
|   | Ismeretlen ország  |                        | cselló   |                | Kiesett      |
|   | Ismeretlen ország  |                        | hegedű   |                | Kiesett      |
|   | Ismeretlen ország  |                        | hegedű   |                | Kiesett      |
|   | Ismeretlen ország  |                        | zongora  |                | Kiesett      |

## Döntő
A döntőt 1996. június 12-én rendezték meg nyolc ország részvételével. A végső döntést a szakmai zsűri hozta meg.
| #  | Ország        | Zenész            | Hangszer | Darab (Szerző) | Helyezés |
| -- | ------------- | ----------------- | -------- | -------------- | -------- |
| 01 | Norvégia      | Gunilla Süssmann  | zongora  |                | —        |
| 02 | Svájc         | Antoine Rebstein  | zongora  |                | —        |
| 03 | Lengyelország | Maria Nowak       | hegedű   |                | —        |
| 04 | Lettország    | Baiba Skride      | hegedű   |                | —        |
| 05 | Franciaország | Fanny Clamagirand | hegedű   |                | —        |
| 06 | Ausztria      | Lidia Baich       | hegedű   |                | 2.       |
| 07 | Észtország    | Hanna Heinmaa     | zongora  |                | 3.       |
| 08 | Németország   | Julia Fischer     | hegedű   |                | 1.       |

## Térkép

A döntő résztvevői
Az elődöntőben kiesett országok
Országok, melyek korábban részt vettek, de ebben az évben nem

## Közvetítő csatornák
- Franciaország – France 3
- Németország – ZDF

## Visszatérő előadók
| Előadó           | Ország  | Előző év(ek) |
| ---------------- | ------- | ------------ |
| David Cohen      | Belgium | 1994         |
| Manólisz Neofítu | Ciprus  | 1992, 1994   |